# Françoise Thom
Françoise Thom (ur. 1951 w Strasburgu) – francuska historyk, sowietolog. 
Jest profesorem historii na paryskiej Sorbonie. Córka profesora René Thoma.

## Wybrane publikacje
- Beria: Le Janus du Kremlin, Paris: les Éd. du Cerf, 2013, ISBN 2-204-10158-3

## Publikacje w języku polskim
- Czas Gorbaczowa, przekład zbiorowy, Warszawa: „Delikon” 1990.
- Drewniany język, przeł. Izabela Bielicka [pseud.], konsultacja i posłowie Michał Głowiński, Warszawa: "CDN" 1990.
- Wschodnioeuropejska polityka Francji, tł. Tadeusz Seweryn Wróblewski, "Przegląd Zachodni" 1999, nr 1, s. 55–60.
- (redakcja) Sergo Beria, Beria mój ojciec: w sercu stalinowskiej władzy, przedmowa i przypisy Françoise Thom, przeł. Józef Waczków, Warszawa: „Magnum” 2000.
- Rosyjskie ambicje w Europie, „Wokół Współczesności” 2002, nr 1, s. 80–98.
- Beria a sprawy polskie 1939-1943, tł. z franc. Iwona Goral, „Rocznik Instytutu Europy Środkowo-Wschodniej” 9 (2011), z. 1, s. 13–40.
- Moskwa chce wrócić do systemu Jałty, rozm. Aleksandra Rybińska, „Gazeta Polska” 2012, nr 24, s. 24.
- Beria. Oprawca bez skazy, przeł.  Krystyna Antkowiak, Warszawa: Prószyński i S-ka 2016, ISBN 978-83-8097-026-7
- Zrozumieć putinizm. Obsesja potęgi, przekład Zofia Litwinowicz-Krutnik, Warszawa 2023, ISBN 978-83-67326-46-9